# Asasinarea lui Anwar Sadat

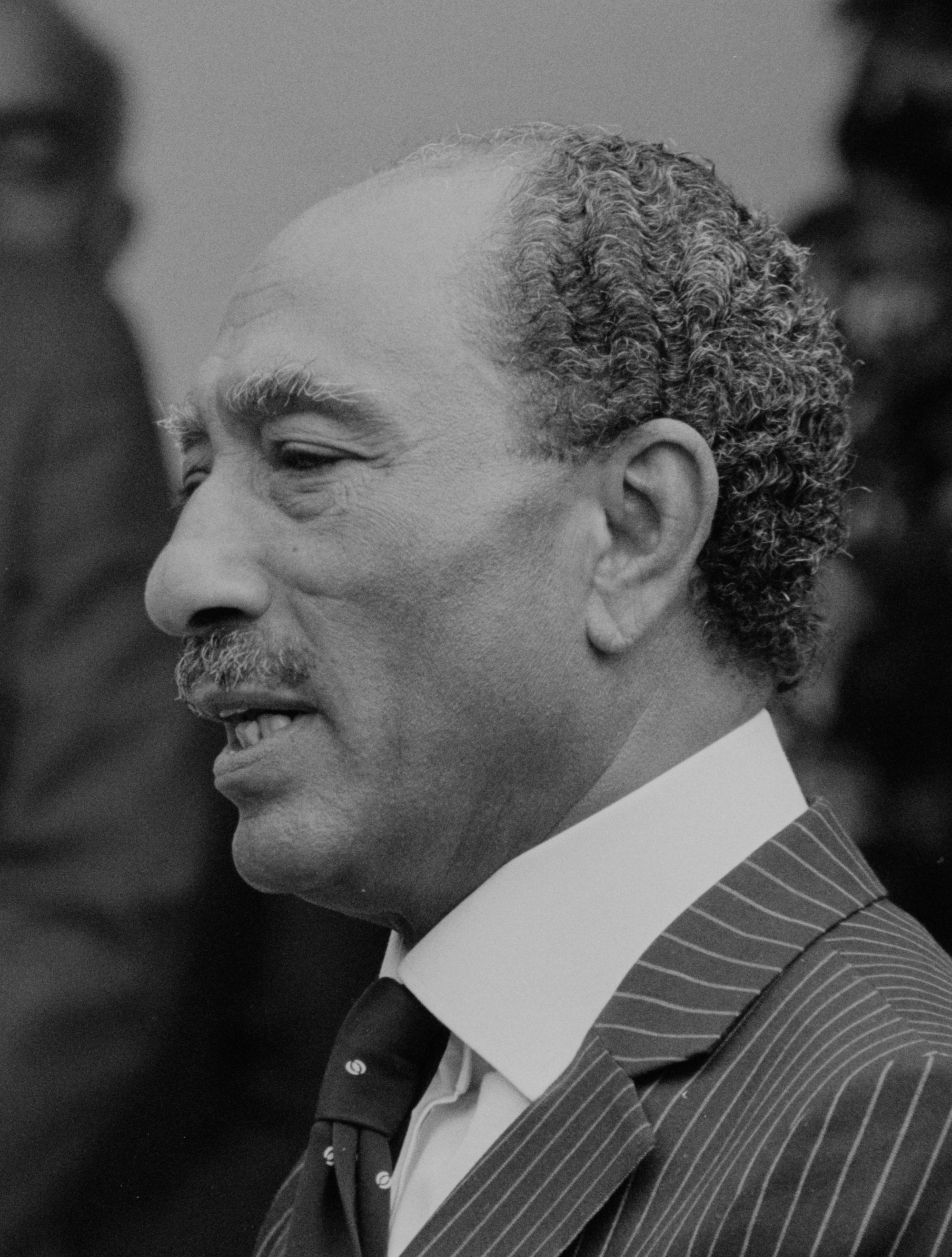
AnwarSadat

Asasinarea lui Anwar Sadat a avut loc la 6 octombrie 1981. 
Anwar Sadat, președintele Egiptului, a fost asasinat în timpul paradei de victorie anuală organizată la Cairo pentru a sărbători Operațiunii Badr la începutul Războiului de Iom Kipur, operațiune în timpul căreia armata egipteană a traversat Canalul Suez și a ocupat o mică parte din Peninsula Sinai ocupat de Israel.
O fatwa care aproba asasinarea a fost obținută de la Omar Abdel-Rahman, un cleric musulman condamnat mai târziu în SUA pentru rolul său în Atentatul de la World Trade Center din 1993. 
Asasinarea a fost efectuată de membrii Jihadului islamic egiptean.

## Premise
În urma acordurilor de la Camp David, Sadat și prim-ministrul israelian Menachem Begin au primit Premiul Nobel pentru Pace în 1978. Dar Tratatul de pace israeliano-egiptean din 1979 a fost primit cu controverse de către națiunile arabe, în special de palestinieni. Accesul Egiptului în Liga Arabă a fost suspendat (și nu a fost restabilit până în 1989).
Liderul OEP, Yasser Arafat, a spusː
„Lăsați-i să semneze ceea ce-și doresc. Pacea falsă nu va dura. ”
În Egipt, diferite grupuri jihadiste, cum ar fi Jihadul islamic egiptean și al-Gama'a al-Islamiyya, a folosit Acordul de la Camp David să le aducă susținători cauzei lor.
Anterior, simpatizând cu încercarea lui Sadat de a-i integra în societatea egipteană, islamiștii egipteni s-au simțit trădați și au cerut public răsturnarea președintelui egiptean și înlocuirea sistemului de guvernare al națiunii cu un guvern bazat pe teocrația islamică.
Ultimele luni ale președinției lui Sadat au fost marcate de revoltă internă. Sadat a respins acuzațiile că revoltele au fost provocate de probleme interne, crezând că Uniunea Sovietică își recruta aliați regionali în Libia și Siria pentru a instiga o revoltă care l-ar putea elimina. După o lovitură de stat militară care a eșuat în iunie 1981, Sadat a ordonat o represiune majoră care a dus la arestarea a numeroși reprezentanți ai opoziției. Deși Sadat și-a menținut în continuare un nivel ridicat popularitate sa în Egipt, s-a spus că a fost asasinat "de la vârf" din cauza nepopularității sale.

## Jihadul islamic egipteaɲ
Mai devreme, în timpul președinției sale, islamiștii au beneficiat de "revoluția de rectificare" și de eliberarea din închisoare a activiștilor închiși sub președinția Nasser , dar tratatul lui Sadat cu Israelul de retrocedarea Peninsulei Sinai și de recunoaștere a statului Israel a înfuriat islamiștii, în special Jihadul islamic egiptean radical. Conform interviurilor și informațiilor adunate de jurnalistul Lawrence Wright, grupul recruta ofițeri militari și acumula arme, așteptând momentul potrivit pentru a lansa "o răsturnare completă a ordinii existente" în Egipt. Șeful strateg al organizației El-Jihad era Abbud al-Zumar, colonel în serviciul militar al cărui "plan a fost să omoare principalii lideri ai țării, să captureze sediul armatei și securității de stat, clădirea centralei telefonice și bineînțeles postul de radio și televiziune, unde vor fi difuzate știri ale revoluției islamice, dezlănțuite, el contând la o revoltă populară împotriva autorității seculare din toată țara ". 
În februarie 1981, autoritățile egiptene au fost avertizate cu privire la planul lui El-Jihad prin arestarea unui agent care transporta informații cruciale. În septembrie, Sadat a ordonat o întâlnire extrem de nepopulară cu mai mult de 1500 de persoane, inclusiv mulți membri Jihad, dar și Papa Copților și alți clerici copți, intelectuali și activiști ai tuturor orientărilor ideologice. S-a interzis de asemenea accesul presei neguvernamentale.  Adunarea a ratat o celulă a Jihadului din armata condusă de locotenentul Khalid Islambouli, care va reuși să îl asasineze pe Anwar Sadat în octombrie. 

## Asasinareɑ
La 6 octombrie 1981, la Cairo a avut loc o paradă de victorie pentru a comemora cea de-a opta aniversare a trecerii Canalul Suez de către armata egipteană.  Sadat a fost protejat de patru rânduri de personal de securitate și de opt gărzi de corp, iar parada armatei ar fi trebuit să fie sigură datorită regulilor de muniție-confiscare. 
Deoarece avioanele Mirage ale Forțelor Aeriene Egiptene zburau deasupra capetelor vizitatorilor, distrăgând atenția mulțimii de la soldații egipteni din armata egipteană și trupele de pe camioane care trăgeau tunurile. 
Un camion conținând echipa de asasini, era condusă de locotenentul Khalid Islambouli. În timp ce trecea în fața tribunei, Islambouli a forțat amenințând cu arma șoferul să se oprească. De acolo, asasinii au coborât și Islambouli s-a apropiat de Sadat cu trei grenade de mână ascunse sub coiful lui. Sadat a stat să-și primească salutul (nepotul lui Anwar, Talaat El Sadat, a spus mai târziu: "Președintele a crezut că ucigașii au făcut parte din spectacol atunci când s-au apropiat de tribune și i-a salutat").
Islambouli a aruncat grenadele spre Sadat, dintre care doar unul a explodat (dar a căzut scurt), iar alți asasini s-au ridicat din camion, trăgând fără discriminare cu puștile de asalt AK-47 în tribune până când și-au epuizat muniția și apoi au încercat să fugă. După ce Sadat a fost lovit și a căzut la pământ, oamenii au aruncat scaune în jurul lui pentru a-l proteja de grindina de gloanțe.

Atacul a durat aproximativ două minute. Sadat și alte zece alte persoane au fost ucise sau au suferit răni fatale, inclusiv generalul-maior Hassan Allam, Khalfan Nasser Mohammed (un general de la delegația Omani), ing. Samir Helmy Ibrahim, Sam Anuelo, Mohammed Yousuf Rashwan (fotograful prezidențial), Saeed Abdel Raouf Bakr, Inginerul chinez Cheng Lui, precum și ambasadorul cubanez în Egipt și un episcop ortodox copt.
Douăzeci și opt au fost răniți, inclusiv vicepreședintele Hosni Mubarak, ministrul irlandez al apărării James Tully și patru ofițeri militari de legătură americani. Forțele de securitate au fost surprinse, dar au reacționat în 45 de secunde. Ambasadorul suedez Olov Ternström a reușit să scape de criminali. [ Unul dintre atacatori a fost ucis, iar ceilalți trei răniți și arestați. Sadat a fost transportat într-un spital militar, unde au lucrat unsprezece medici ca să-l salveze. 
Sadat a murit la aproape două ore după ce a fost dus la spital. Moartea lui Sadat a fost atribuită "șocului nervos violent și sângerării interne în cavitatea toracică, unde plămânii stângi și vasele de sânge de mai jos au fost rupte". 

## După atentat
În legătură cu asasinarea, în Asyut, în Egiptul de Sus, a fost organizată o insurecție. Rebelii au preluat controlul asupra orașului pentru câteva zile și 68 de polițiști și soldați au fost uciși în lupte. Controlul guvernamental nu a fost restabilit până când nu au sosit parașutiștii din Cairo. Majoritatea militanților condamnați pentru lupte au primit sentințe ușoare și au fost încarcerați doar trei ani.